# David L. Mills
David L. Mills   (Oakland, 3 de juny de 1938 - Newark, 17 de gener de 2024) de nom complet David Lennox Mills, fou un enginyer informàtic estatunidenc, pioner d'Internet i professor emèrit a la Universitat de Delaware. Va ser conegut com el "Father Time" d'Internet per dissenyar el Network Time Protocol amb el qual els ordinadors actualitzen l'hora a través d'Internet.

## Educació
Mills va obtenir el seu doctorat en Ciències de la Computació i la Comunicació a la Universitat de Michigan el 1971. Mentre estava a Michigan, va treballar en el projecte Conversational Use of Computers (CONCOMP) patrocinat per ARPA i va desenvolupar maquinari i programari basat en DEC PDP-8 per permetre que els terminals es connectessin a través de línies telefòniques a un mainframe IBM 360.

## Carrera professional
L'any 1977, Mills va començar a treballar a COMSAT en la sincronització dels rellotges dels ordinadors connectats a ARPANET, inventant el Network Time Protocol. El 2022 va dir a The New Yorker que li agradava treballar amb l'hora sincronitzada perquè ningú més hi treballava, donant-li el seu propi "petit feu". A mitjans de la dècada del 2000, Mills va cedir el control total de la implementació de referència NTP a Harlan Stenn.
Mills va ser el president del grup de treball d'algoritmes i estructures de dades de la passarel·la (GADS) i el primer president del grup de treball d'arquitectura d'Internet. Va inventar l'⁣encaminador Fuzzball basat en DEC LSI-11 que es va utilitzar per a la NSFNET de 56 kbit/s (1985), va inspirar l'autor de ping, i va tenir la primera implementació FTP.
 Va ser autor de 28 RFC, incloent-hi dos estàndards d'Internet.
El 1999, va ser incorporat com a membre de l'Associació per a la Maquinària Informàtica, i el 2002, va ser incorporat com a membre de l'⁣Institut d'Enginyers Elèctrics i Electrònics (IEEE) per les contribucions als protocols de xarxa i el cronometratge de la xarxa en el desenvolupament de la Internet. L'any 2008, Mills va ser escollit membre de la National Academy of Engineering (NAE) per les seves contribucions al cronometratge d'Internet i al desenvolupament del Network Time Protocol. El 2013 va rebre el premi IEEE Internet "per un lideratge significatiu i les contribucions sostingudes en la investigació, desenvolupament, estandardització i desplegament de capacitats de sincronització de temps de qualitat per a Internet".
Mills va ser professor emèrit a la Universitat de Delaware, on va ser professor titular de 1986 a 2008. També va tenir una plaça adjunta a Delaware perquè pogués continuar ensenyant.

## Vida personal
Va néixer a Oakland, Califòrnia, el 3 de juny de 1938. Tenia glaucoma des del naixement, però un cirurgià li va salvar part de la visió de l'ull esquerre quan era petit. Va assistir a una escola per a persones amb discapacitat visual a San Mateo, Califòrnia. La seva visió va començar a empitjorar cap al 2012 i el 2022 estava totalment cec.
Mills era un operador de ràdio amateur, amb indicatiu W3 HCF.
Mills va morir a Newark, Delaware, el 17 de gener de 2024, a l'edat de 85 anys.